# جورج شالر
جورج بيلز شالر (بالإنجليزية: George Schaller)‏ (وُلد عام 1933م) هو عالم ثدييات، وأحيائي، ومن دعاة الحفاظ على البيئة والمؤلفين الأمريكيين. شالر معروف أنه واحد من أبرز المتخصصين في علم الأحياء، بدراسته للحياة البرية في أفريقيا وآسيا وأمريكا الجنوبية. وُلد شالر في برلين وتربى في ألمانيا، ثم انتقل إلى ميزوري في مراهقته. يعمل نائب رئيس مؤسسة بانثيرا، ورئيس للمجلس الاستشاري لها بالاشتراك مع المدير التنفيذي آلان رابينويتس.